# Santiago (Ilocos Sur)
Santiago is een gemeente in de Filipijnse provincie Ilocos Sur op het eiland Luzon. Bij de laatste census in 2010 telde de gemeente bijna 18 duizend inwoners.

## Geografie

### Bestuurlijke indeling
Santiago is onderverdeeld in de volgende 24 barangays:
| - Al-aludig - Ambucao - Baybayabas - Bigbiga - Bulbulala - Busel-busel - Butol - Caburao - Dan-ar - Gabao - Guinabang - Imus | - Lang-ayan - Mambug - Nalasin - Olo-olo Norte - Olo-olo Sur - Poblacion Norte - Poblacion Sur - Sabangan - Salincub - San Jose - San Roque - Ubbog |

## Demografie
Santiago had bij de census van 2010 een inwoneraantal van 17.958 mensen. Dit waren 1.152 mensen (6,9%) meer dan bij de vorige census van 2007. Ten opzichte van de census van 2000 was het aantal inwoners gegroeid met 2.082 mensen (13,1%). De gemiddelde jaarlijkse groei in die periode kwam daarmee uit op 1,24%, hetgeen lager was dan het landelijk jaarlijks gemiddelde over deze periode (1,90%).

De bevolkingsdichtheid van Santiago was ten tijde van de laatste census, met 17.958 inwoners op 46,36 km², 387,4 mensen per km².

## Stedenband
- Honolulu (Verenigde Staten)